# Peter McNab
Peter Maxwell McNab (* 8. Mai 1952 in Vancouver, British Columbia, Kanada; † 6. November 2022 in Denver, Colorado) war ein US-amerikanischer Eishockeyspieler und Sportkommentator. In seiner aktiven Karriere bestritt der Center 955 Partien für die Buffalo Sabres, Boston Bruins, Vancouver Canucks und New Jersey Devils in der National Hockey League (NHL). Anschließend war er über 30 Jahre lang als Kommentator bzw. TV-Experte an Übertragungen der New Jersey Devils und später vor allem der Colorado Avalanche beteiligt.

## Karriere
In seiner Jugend spielte McNab für die University of Denver. Beim NHL Amateur Draft 1972 wurde er von den Buffalo Sabres in der sechsten Runde an insgesamt 85. Position ausgewählt. Er spielte noch ein weiteres Jahr für Denver und wurde 1973 in das WCHA All-Star Team berufen. Im Jahr darauf gab er sein Profi-Debüt für die Cincinnati Swords, dem Farmteam der Sabres, in der American Hockey League. In der gleichen Saison feierte er zudem seinen NHL-Einstand für Buffalo.
Nach drei Saisons in Buffalo wurde der Stürmer nach Massachusetts zu den Boston Bruins transferiert. In Boston hatte er seine erfolgreichste Phase, so erzielte er in sechs aufeinander folgenden Spielzeiten mindestens 35 Tore und 75 Punkte und wurde 1979 in das NHL All-Star Game gewählt. Am 23. Dezember 1979 kam es im Madison Square Garden beim Spiel gegen die New York Rangers zum Eklat, als McNab und weitere Bruins-Spieler auf die Zuschauerränge kletterten und die – zum Teil flüchtenden – Fans attackierten. So lieferte sich Peter McNab ein Handgemenge mit einem Fan. Sein Teamkollege Mike Milbury kam ihm zu Hilfe, zog dem Fan einen Schuh aus und prügelte mit dessen Schuh auf ihn ein. McNab und Milbury wurden von der NHL für je sechs Spiele gesperrt und zu einer Geldstrafe von je 500 US-Dollar verurteilt.
Während der Saison 1983/84 wurde er von den Bruins in seine Heimat zu den Vancouver Canucks geschickt, wo er jedoch nur knapp eineinhalb Saisons blieb und zu Beginn der Saison 1985/86 einen Vertrag bei den New Jersey Devils unterschrieb, wo sein Vater Max McNab zu dem Zeitpunkt der General Manager war. 1986 gab er bei der Weltmeisterschaft in Moskau sein internationales Debüt. Die US-amerikanische Nationalmannschaft erreichte in diesem Turnier den sechsten Platz. Nach einem weiteren Jahr in New Jersey beendete Peter McNab seine Karriere.

## Karriereende
Nach seiner aktiven Karriere begann McNab zu Beginn der Saison 1987/88 seine Laufbahn als Kommentator. Nach acht Jahren als so genannter Color Commentator für die New Jersey Devils ging er 1995 nach Denver um die Spiele des neuen Franchise Colorado Avalanche zu kommentieren. Nebenbei kommentierte er auch für TNT die Eishockeyspiele der Olympischen Winterspiele 1998 sowie für NBC die Spiele von 2006. Zudem hatte er während der Spiele in Salt Lake City für TSN eine eigene TV-Sendung.
Am 8. Juni 2009 verlängerte McNab seinen Vertrag mit Altitude, dem Inhaber der Übertragungsrechte für die Spiele der Colorado Avalanche. Im Jahre 2021 wurde er in die United States Hockey Hall of Fame aufgenommen.
Peter McNab verstarb am 6. November 2022 im Alter von 70 Jahren an den Folgen einer Krebserkrankung, die bei ihm im Vorjahr diagnostiziert worden war.

## Erfolge und Auszeichnungen
- 1973 WCHA All-Star Team
- 1973 NCAA Championship All-Tournament Team
- 1977 Teilnahme am NHL All-Star Game
- 2021 Aufnahme in die United States Hockey Hall of Fame

## Karrierestatistik

### International
Vertrat die USA bei:
- Weltmeisterschaft 1986

(Legende zur Spielerstatistik: Sp oder GP = absolvierte Spiele; T oder G = erzielte Tore; V oder A = erzielte Assists; Pkt oder Pts = erzielte Scorerpunkte; SM oder PIM = erhaltene Strafminuten; +/− = Plus/Minus-Bilanz; PP = erzielte Überzahltore; SH = erzielte Unterzahltore; GW = erzielte Siegtore; 1 Play-downs/Relegation; Kursiv: Statistik nicht vollständig)